# Alianza Platanera
El Club Deportivo Alianza Platanera Futsal conocido también como Alianza Urabá es un club de Fútbol Sala del departamento de Antioquia, Colombia, que participa en la Liga Colombiana de Fútbol Sala. Además, cuenta con un equipo de fútbol que compite en la Categoría Primera C del fútbol colombiano.

## Historia
Inicialmente comenzó llamándose Alianza Urabá, dado que el equipo comenzó su participación en el Urabá antioqueño. El coliseo Antonio Roldán Betancur, de Apartadó fue el primer escenario que le abrió las puertas para ejercer sus encuentros de local.

### 2016
En 2016 participa por primera vez en el torneo profesional de futsal en el país. Ocupó la octava casilla en su grupo durante el primer semestre, consiguiendo el paso a los octavos de final, donde perdió ante el Deportivo Lyon por un global de 6-4. En el segundo semestre terminó tercero en la fase de grupos y llegó hasta las semifinales, donde cayó en dos de los tres partidos disputados en la serie ante Atlético Dorada Futsal.

### 2017
En el primer semestre de 2017 llegó por primera vez a la final de la Liga Colombiana de Fútbol Sala, siendo derrotado por Bello Real Antioquia en una serie disputada a tres partidos. A partir de allí comenzó a establecerse como uno de los equipos más fuertes del torneo, más allá de que en el segundo semestre fuese eliminado en los cuartos de final por Leones de Itagüí.

### 2018: Primer título y bicampeonato
En el primer semestre, Alianza Platanera se estableció como el mejor equipo de la Liga Colombiana de Fútbol Sala 2018-I. Su rendimiento fue muy superior ante los de su grupo y se clasificó primero tras ocho partidos ganados y uno empatado en nueve encuentros. Dirigido por Osmar Fonnegra, exdirector técnico de la selección Colombia, mantuvo un alto nivel que le permitió consagrarse como campeón del torneo tras derrotar a Leones de Itagüí por un global de 6-0 (4-0 en la ida y 2-0 en la vuelta), terminando además como campeón invicto con 13 partidos ganados y 2 partidos empatados.
En el segundo semestre repetiría el título al vencer a Leones de Nariño en la final por un global de 11-6. En el camino clasificó primero del grupo B. Al ser el campeón de los dos torneos en el año pasa a representar directamente al país, sin necesidad de disputar la ya extinta Superliga, en la Copa Libertadores de fútbol sala 2019 realizada en Argentina, donde estuvo a 10 segundos de pasar a la Final, cayendo ante Cerro Porteño de Paraguay en tiempo de alargue. Finalmente, tuvo que conformarse con el Tercer Lugar de la competición.

### 2019 y tricampeonato
Luego de las modificaciones hechas al torneo en 2019, donde se amplió la cantidad de participantes y se pasó a jugar un solo torneo en el año, Alianza Platanera consiguió levantar por tercera ocasión consecutiva y de manera invicta (19 victorias y 2 empates) la Liga Nacional de Futsal, derrotando en la Final al debutante Universidad de Manizales con marcador global de 6-2. Este título les da el derecho nuevamente a participar de la Copa Libertadores de fútbol sala en el año siguiente. Aunque su sede es el Coliseo Antonio Roldán Betancur de Apartadó, el partido de local en la Final lo disputó en el Coliseo Tulio Ospina de Bello (Antioquia).

## Participaciones
| Temporada | Posición         |
| --------- | ---------------- |
| 2016-I    | Octavos de final |
| 2016-II   | Semifinales      |
| 2017-I    | Finalista        |
| 2017-II   | Cuartos de final |
| 2018-I    | Campeón          |
| 2018-II   | Campeón          |
| 2019      | Campeón          |

- Datos: Q59340934